# Хидишел (Бихор)
Хидишел (рум. Hidișel) насеље је у Румунији у округу Бихор у општини Добрешти. Oпштина се налази на надморској висини од 155 m.

## Становништво
Према подацима из 2002. године у насељу је живело 776 становника, од којих су сви румунске националности.